# Mrežnički Varoš
Mrežnički Varoš – wieś w Chorwacji, w żupanii karlowackiej, w mieście Duga Resa. W 2011 roku liczyła 904 mieszkańców.